# Equus quagga burchellii
La zebra di Burchell (Equus quagga burchellii Gray, 1824) è una sottospecie meridionale della zebra di pianura. Prende il nome dall'esploratore e naturalista britannico William John Burchell.
In passato era diffusa a nord del sistema fluviale del Vaal-Orange: il suo areale si spingeva a nord-ovest, attraverso le regioni meridionali del Botswana, fino a Etosha e al Kaokoveld, e a sud-est fino allo Swaziland e al Kwazulu-Natal. Attualmente scomparsa dalle regioni centrali del suo areale storico, sopravvive unicamente in quelli che erano i suoi margini nord-occidentali e sud-orientali.

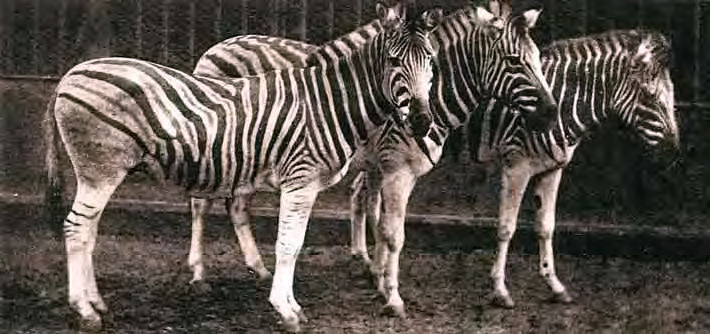
Esemplare della popolazione estinta (1875).

Come altre zebre di pianura, è probabile che anche la zebra di Burchell popolasse le pianure africane con un gran numero di esemplari. Gli studiosi del passato registrarono associazioni costituite da migliaia di capi. Fino a non molto tempo fa, si riteneva che tale sottospecie fosse scomparsa allo stato selvatico nel 1910, e che il suo ultimo rappresentante fosse morto in cattività al Zoologischer Garten Berlin nel 1918. Dal momento che gli insediamenti europei erano avanzati verso nord dal Capo fino alla colonia della Rhodesia meridionale, si riteneva che questa sottospecie fosse stata cacciata fino all'estinzione.
Tuttavia, Groves e Bell conclusero, in una pubblicazione del 2004, che la «zebra di Burchell estinta» non esiste. Studi accurati condotti sulle zebre presenti nello Zululand e nello Swaziland, e sulle pelli di esemplari abbattuti nelle riserve di caccia dello Zululand e del Natal, hanno infatti rivelato che una piccola parte degli animali presenta caratteristiche simili a una tipica «zebra di Burchell». Le località tipo delle sottospecie E. q. burchellii ed E. q. antiquorum (la zebra del Damaraland), infatti, sono così vicine tra loro che si riferiscono entrambe a un'unica sottospecie, e non a due sottospecie distinte; inoltre, essi ricordarono che secondo le regole della nomenclatura binomiale, quando un taxon possiede due o più nomi alternativi, quello che è stato introdotto per primo gode della priorità. Quindi, essi ritennero che il nome corretto con il quale indicare la sottospecie di zebra più meridionale è burchellii e non antiquorum. Popolazioni di E. q. burchellii sono tuttora presenti nel KwaZulu-Natal e a Etosha.